# يوناس هوفمان
جوناس هوفمان (Jonas Hofmann) (14 يوليو 1992 في هايدلبرغ في ألمانيا – )؛ هو لاعب كرة قدم كان يلعب كمهاجم.

## وصلات خارجية
- يوناس هوفمان على موقع الاتحاد الأوربي (الإنجليزية)
- يوناس هوفمان على موقع إي إس بي إن إف سي (الإنجليزية)
- يوناس هوفمان على موقع قاعدة بيانات كرة القدم.إي يو (الإنجليزية)
- يوناس هوفمان على موقع بيانات كرة القدم. دي إي (الألمانية)
- يوناس هوفمان على موقع ليكيب (الفرنسية)
- يوناس هوفمان على موقع ناشيونال فوتبول تيمز (الإنجليزية)
- يوناس هوفمان على موقع Soccerbase.com (لاعب) (الإنجليزية)
- يوناس هوفمان على موقع Soccerway.com (الإنجليزية)
- يوناس هوفمان على موقع عالم كرة القدم.نت (الإنجليزية)
- يوناس هوفمان على موقع AS.com (الإسبانية)